# NGC 3369
NGC 3369 (również PGC 32191) – galaktyka eliptyczna (E-S0), znajdująca się w gwiazdozbiorze Hydry. Odkrył ją w 1886 roku Ormond Stone.